# PGC 48479
LEDA/PGC 48479 ist eine Spiralgalaxie vom Hubble-Typ S+ mit aktivem Galaxienkern im Sternbild Bärenhüter am Nordsternhimmel. Sie ist schätzungsweise 389 Millionen Lichtjahre von der Milchstraße entfernt und hat einen Durchmesser von etwa 120.000 Lichtjahren.
Im selben Himmelsareal befinden sich unter anderem die Galaxien IC 4317, PGC 1789796, PGC 1790618, PGC 1796683.